# Alliance (Ohio)
Alliance es una ciudad ubicada en el condado de Stark en el estado estadounidense de Ohio. 
En el Censo de 2010 tenía una población de 22 322 habitantes y una densidad poblacional de 961,04 personas por km².

## Geografía
Alliance se encuentra ubicada en las coordenadas 40°54′36″N 81°7′11″O / 40.91000, -81.11972. Según la Oficina del Censo de los Estados Unidos, Alliance tiene una superficie total de 23.23 km², de la cual 23.11 km² corresponden a tierra firme y (0.49%) 0.11 km² es agua.

## Demografía
Según el censo de 2010, había 22322 personas residiendo en Alliance. La densidad de población era de 961,04 hab./km². De los 22322 habitantes, Alliance estaba compuesto por el 84.65% blancos, el 10.45% eran afroamericanos, el 0.17% eran amerindios, el 0.75% eran asiáticos, el 0.02% eran isleños del Pacífico, el 0.52% eran de otras razas y el 3.44% pertenecían a dos o más razas. Del total de la población el 1.87% eran hispanos o latinos de cualquier raza.